# Кнорпельверк
Кнорпельверк (нем. Knorpelwerk, от Knorpel — хрящ и Werk — работа, изделие) — «хрящевидная работа», элемент орнамента, характерный для искусства маньеризма XVI века и фламандского барокко XVII столетия. В изощрённом, фантастическом рисунке кнорпеля угадываются очертания маски, морды какого-то чудовища либо гребень морской волны. В самых причудливых вариантах кнорпельверк напоминает хрящ, отсюда и название.
Хрящевидный орнамент следует отличать от схожих мотивов картуша и «орикалёра», или «ормушля» (мотива орнамента, напоминающего ушную раковину). Впервые орнамент кнорпельверка появился в рисунках нидерландского архитектора, скульптора и рисовальщика-орнаменталиста Корнелиса Флориса Второго — мастера фламандского маньеризма. Орнаментальные гравюры по рисункам Флориса использовали многие мастера: гравёры, ювелиры, златокузнецы (нем. Goldschmied) Нидерландов и Германии. В 1620-х годах мотивы кнорпеля применяли серебряных дел мастера из Утрехта братья ван Вианен — Адам (1568—1627) и Пауль (1570—1613). Предполагают, что свои впечатления от лекций по анатомии братья воплотили в новый причудливый орнаментальный мотив. Развитие этого мотива можно наблюдать в творчестве немецких мастеров художественного металла XVII века. Скульптурные кубки Аугсбурга и Нюрнберга с их плавными очертаниями и волнообразными силуэтами ручек представляют самые разнообразные варианты хрящевидного декора. Вместе с мотивами бандельверка кнорпель использовали ювелиры рудольфинского стиля в Праге.
«Анатомический орнамент» получил распространение в архитектуре стран Северной Европы XVII века, причём его использовали как для декора фасадов, так и для оформления интерьеров